# Żary
Sorau (polonés: Żary) és una ciutat a l'oest de Polònia de 39.000 habitants (cens del 2006), la més gran de la part polonesa de la regió històrica de Lusàcia i un dels centres turístics i econòmics més importants de la regió. Ernst Kummer va nàixer a Sorau i Georg Philipp Telemann hi va viure un temps.
La paraula "Żary" (que probablement feia referència a una petita tribu eslava) va aparèixer per primera volta en la Crònica de Thietmar, de l'any 1007

## Fills il·lustres
- Georg Gottfried Petri (1715-1795) compositor.